# Geena Dare
Geena Dare ist das gemeinsame Pseudonym der kanadischen Schriftstellerinnen Linda Hendry, Sylvia McNicoll und Sharon Siamon. Zusammen verfassten sie um die Jahrtausendwende in zwölf Bänden die Reihe Stage School (deutsch „Star School“). Dabei stammen sechs Bände von Sylvia McNicoll, fünf von Sharon Siamon und einer von Linda Hendry.
Die Bücher handeln von den Erlebnissen von Abbi Reilly, Jenna James, Matt Caruso, Lauren Graham und Dan Reeve, die alle Schüler der William S. Holly Performing Arts School sind und dort ihre Ausbildung absolvieren.

## Veröffentlichungen
- Stage School. Orchard Books, London,

1. Abbi. Make or Break.
2. Abbi. Blind Ambition.
3. Jenna. Dancing Dreams.
4. Lauren. Drastic Decision.
5. Dan. Clowning around.
6. Matt. Heartbreak hero.
7. Lauren. Dream dating.
8. Nikki. Stolen dreams.
9. Abbi. Secret stranger.
10. Jenna. Standing tall.
11. Dan. Double drama.
12. Abbi. On location!

- Star School. Ensslin im Arena Verlag, Würzburg 2001.

1. Die Aufnahmeprüfung. ISBN 3-401-45008-5.
2. Die große Premiere. ISBN 3-401-45009-3.
3. Rivalen im Tanzstudio. ISBN 3-401-45010-7.
4. Liebeskummer und Lampenfieber. ISBN 3-401-45011-5.